# La lunareja
La lunareja es una película peruana de 1946, escrita y dirigida por Bernardo Roca Rey. La película se basa en Una moza de rompe y raja, un relato contenido en las Tradiciones peruanas de Ricardo Palma.

## Sinopsis
Isabela, apodada la lunareja, es una apasionada joven, hija de un zapatero español, que se enamora de Alonso, un patriota al servicio de la causa independentista. Tras la victoria de Ayacucho en 1824, la última esperanza del bando realista en la Ciudad de los Reyes es resistir en el Castillo del Real Felipe bajo el mando de José Ramón Rodil. Isabela, como muchos otros limeños, se refugia en la fortaleza, a la espera de un desenlace para poder reunirse con su amado.

## Reparto
El reparto estuvo compuesto por:
- María Rivera como Isabela Granada, la Lunareja
- Ricardo Roca Rey como Alonso
- Bernardo Roca Rey como Simón Bolívar
- Matilde Urrutia como Chacha
- Antonio Flores Estrada
- Carlos Roca Rey
- Rosita Serdio Velarde
- Enrique García
- Rodolfo Ledgard
- Paquita Rodo Reda
- Roberto Roca Rey
- Rosa Egoaguirre

## Producción
La película fue producida por la Asociación de Artistas Aficionados y Nacional Films del Perú y filmada en sus estudios. Las locaciones fueron en la Casa Hacienda Orbea de Pueblo Libre y la Fortaleza del Real Felipe en el Callao.
Fue estrenada el 5 de julio de 1946 en el cine Metro de Lima.